# Sbarco a Quiberon
Lo sbarco di Quiberon è stato una battaglia della seconda guerra di Vandea, iniziata il 23 giugno con lo sbarco di rinforzi per l'esercito cattolico e reale nella costa della penisola di Quiberon e terminata il 21 luglio 1795.

## Preparativi per lo sbarco
Joseph de Puisaye, molto legato alla Gran Bretagna, si occupò dei preparativi dello sbarco. Nel frattempo, a Parigi, l'alleanza monarchica che agiva per conto di Luigi XVIII, avendo un suo rappresentante a Londra, fece in modo che Joseph de Puisaye venisse screditato prima della partenza della spedizione, gli fu imposto, infatti, di essere affiancato dal conte Louis Charles d'Hervilly scelto dall'alleanza di Parigi. Quest'ultimo contestava spesso gli ordini di Joseph de Puisaye facendogli quasi ostruzionismo, avendo dalla sua il fatto che dipendeva direttamente dal re.
Non ci fu unanimità neanche per la scelta del luogo dello sbarco: de Puisaye preferiva sbarcare gli emigrati in Vandea piuttosto che in Bretagna, dove i rinforzi dovevano essere più immediati, alla fine però scelsero la penisola di Quiberon nonostante fosse sconveniente dal punto di vista strategico: era un piccolo lembo di terra e i banchi di sabbia rendevano difficile il passaggio in alcuni punti della penisola.
Un'altra decisione infelice fu quella di equipaggiare alcuni soldati emigrati con uniformi inglesi e i bretoni non gradivano affatto le giubbe rosse inglesi. Un altro grave errore fu quello di unire al gruppo i prigionieri repubblicani detenuti nelle carceri inglesi: molti di loro sarebbero tornati nelle file dell'esercito repubblicano quando gli si sarebbe presentata l'occasione, dato che odiavano tanto gli inglesi quanto gli emigrati.
Il conte d'Artois non era stato neppure consultato sulla scelta né del luogo dello sbarco né sulla data della spedizione, tuttavia Joseph de Puisaye agiva in suo nome poiché il conte d'Artois si prendeva la responsabilità delle operazioni nel Nord-Ovest della Francia (Luigi XVIII si occupava delle regioni del sud della "Vandea Militare").

## Spedizione di Quiberon

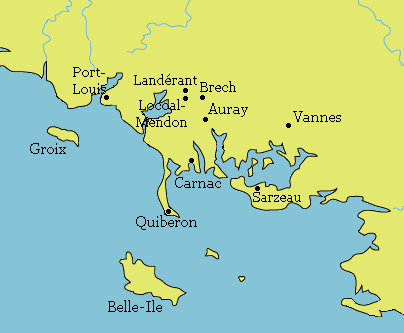
Mappa di Quiberon

Il 23 giugno, due flotte composte da 9 navi da guerra (di cui 3 vascelli e 2 fregate) e 60 navi da trasporto su cui viaggiavano due divisioni di emigrati, cioè 3 500 uomini, con cannoni, uniformi e prodotti alimentari, sufficienti per rifornire un esercito di almeno 40 000 uomini. Le flotte erano comandate dagli ammiragli Bridport e Warren.
L'ammiraglio francese Louis Thomas Villaret de Joyeuse uscì con la sua flotta da Brest ed attaccò l'ammiraglio Warren all'altezza delle isole Glénan, il 23 giugno, ma dovette ritirarsi subito verso l'isola di Groix perdendo due vascelli. Gli inglesi erano ormai padroni del mare.
Il 26 giugno, le navi inglesi calarono l'ancora davanti a Quiberon e diedero inizio allo sbarco. Il conte d'Hervilly e de Puisaye non erano d'accordo su come organizzare l'esercito, per questo d'Hervilly rivendicò il comando mostrando una lettera di nomina del re. De Puisaye, infatti, intendeva approfittare dell'effetto sorpresa e attaccare immediatamente per fare insorgere tutto l'Ovest, d'Hervilly, invece, non fidandosi dei chouan, che reputava indisciplinati ed incapace di combattere una vera battaglia, riteneva fosse più conveniente rimanere a Quiberon e rinforzarsi.
Le divergenze tra i due erano anche sul piano politico, de Puisaye, vecchio girondino, era favorevole al ritorno di una monarchia costituzionale, d'Hervilly, invece, preferiva il ritorno dell'"Ancien régime". Trascorsero un intero giorno a discutere ma non riuscirono ad accordarsi e furono costretti a inviare una lettera a Londra per definire il comandante in capo.
De Puisaye venne nominato comandante in capo e il conte d'Hervilly finì per sottomettersi, tuttavia non poté ugualmente attuare il suo piano perché perse l'effetto sorpresa. Durante quest'attesa, gli emigrati manifestarono la loro impazienza e non capirono il motivo di questo inspiegabile ritardo e i chouan di Georges Cadoudal, sospettavano già un tradimento.
Questo ritardo tuttavia fu l'ultimo errore che compirono, infatti lasciarono il tempo ai repubblicani dell'esercito delle coste di Brest di raccogliersi e attaccare, anche se senza successo.

## Lo sbarco a Quiberon

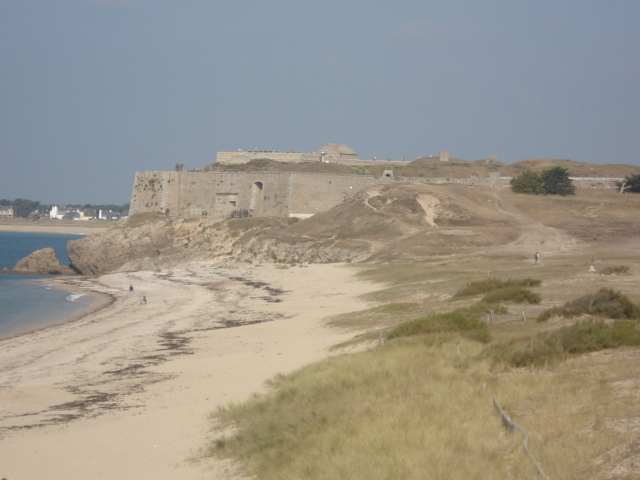
Il forte Penthièvre.

La mattina del 27 giugno il tempo si era schiarito dopo due giorni di nebbia, gli inglesi sbarcarono nella baia di Quiberon e impiegarono tutto il giorno per lo sbarco delle prime due fregate.
Il 28 giugno, altre navi inglesi sbarcarono a Carnac con circa 8 000 uomini, la guarnigione di Auray fu sconfitta dai chouan, che occuparono Carnac, Landévant e Locoal-Mendon, lasciando libera la costa.
Il "forte Penthièvre", chiamato "forte Sanculotto" dai repubblicani, che sbarrava la strada verso il nord della penisola oppose una lieve resistenza e capitolò il 3 luglio e gli inglesi riuscirono così a unirsi agli chouan. Diversi villaggi furono occupati, ma non venne attuato nessun attacco globale da preoccupare i repubblicani.

## Il contrattacco dei repubblicani
Le divergenze tra i capi monarchici avvantaggiarono moltissimo i repubblicani, l'esercito era infatti completamente disperso nella penisola e Lazare Hoche, che si trovava a Vannes alla testa di 2 000 uomini, si diresse verso Quiberon per richiedere rinforzi d'emergenza. Il 4 luglio, riuscì a riunire un esercito di 13 000 uomini senza che i chouan li bloccassero all'interno della penisola.
Nell'Ille-et-Vilaine, Boisguy, con i suoi 5 000 uomini, aveva i mezzi sufficienti ad opporsi ad un eventuale attacco, ma non era stato neppure messo al corrente dello sbarco e non andò in supporto dei chouan di Cadoudal sulla spiaggia. Il 5 luglio a Landévant e Auray l'esercito di Hoche respinge i chouan di Vauban e di Bois-Berthelot.
Hoche arrivò dunque senza troppa difficoltà a Quiberon: Carnac fu riconquistato il 6 luglio e il giorno successivo, tutta la penisola era completamente in mano repubblicana.

## Reazione dei vandeani
Il 10 e l'11 luglio, i vandeani idearono un piano per tentare di rompere l'accerchiamento: due colonne di chouan, una di 2 500 uomini comandata da Lantivy e Jean Jan, e l'altra di 3 500 uomini comandata da Tinténiac e Cadoudal, si imbarcarono sulle navi britanniche per essere sbarcate a Sarzeau. I chouan, che indossavano uniformi britanniche, dovevano attaccare le linee repubblicane alle spalle, tuttavia la prima colonna si disperse, mentre la seconda venne fermata dal cavaliere Charles de Margadel che consegnò un messaggio dell'alleanza monarchica di Parigi che ordinava ai comandanti della colonna di portarsi nei pressi di Saint-Brieuc per ricevere un nuovo sbarco. I chouan, nonostante il parere contrario di Cadoudal, si spostarono quindi verso la Côtes-d'Armor per ricevere le navi, tuttavia il messaggio si rivelò una trappola, i repubblicani infatti tesero un'imboscata alla colonna chouan e nello scontro Tinténiac rimase ucciso. I chouan si sbarazzarono delle uniformi britanniche e condotti dal solo Cadoudal riuscirono ad evitare le truppe repubblicane e ritornare nel loro accampamento.
Nel frattempo, il 15 luglio, altri 2 000 altri soldati emigrati, comandati da Charles Eugène Gabriel de Sombreuil sbarcarono a Quiberon. Gli emigrati e i chouan, lanciarono nuove offensive ma vennero tutte respinte. Louis Charles d'Hervilly rimase mortalmente ferito durante un attacco e le perdite complessive ammontavano già a 1 500 uomini.

## L'attacco dei repubblicani

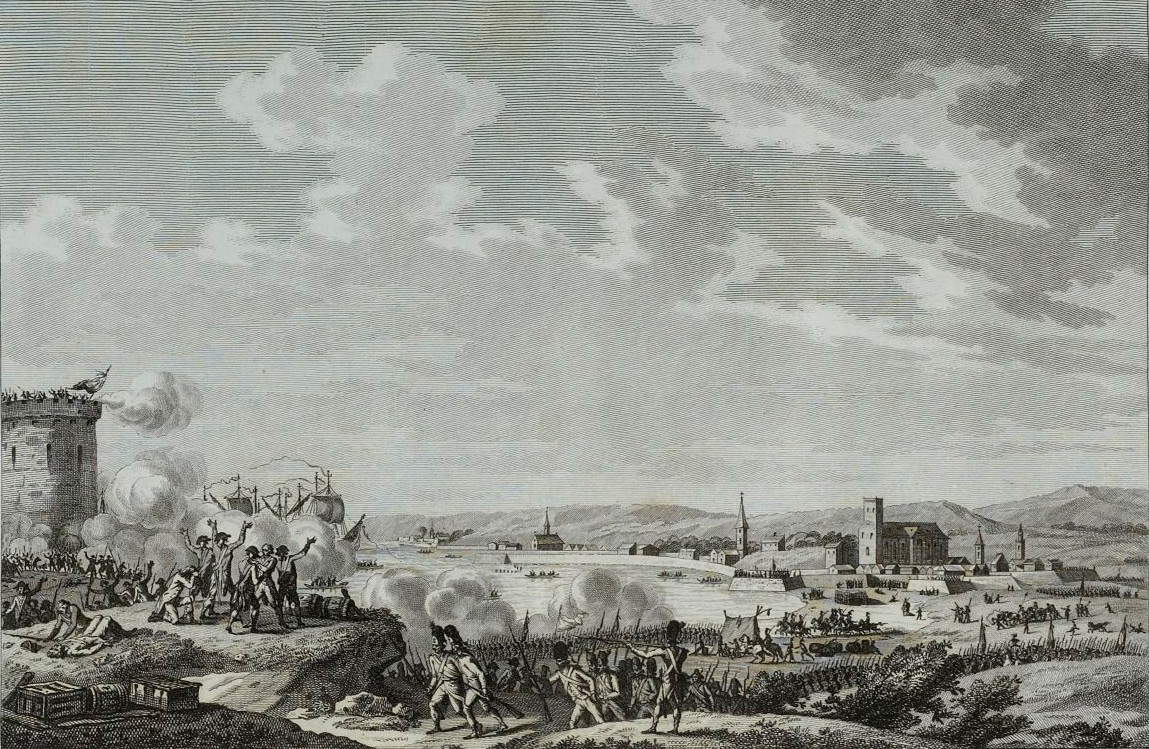
Vittoria dei repubblicani francesi a Quiberon il 21 luglio, (Museo della Rivoluzione francese).

Nella notte del 20 luglio Lazare Hoche ordinò l'attacco decisivo. Nonostante la violenta tempesta, attaccò il forte di Penthièvre, difeso da 4 000 uomini e coperto dai tiri delle navi inglesi, ma i 400 uomini che presidiavano il forte erano disertori dell'esercito repubblicano che al momento dell'attacco di Hoche tradirono i vandeani consegnandogli il forte, presi di sorpresa nell'attacco periranno moltissimi vandeani. Gli inglesi appena si accorsero di quello che stava accadendo aprirono il fuoco dai loro vascelli, ma le loro cannonate colpirono sia i vandeani che i repubblicani e a volte anche i civili. Joseph de Puisaye, resosi conto che ormai la situazione era disperata, ordinò ai suoi uomini di imbarcarsi sulla navi, in modo da difendersi sui vascelli limitando la sconfitta, tuttavia 2 500 emigrati e vandeani non poterono essere imbarcati sulle lance britanniche e rimasero sulla spiaggia in balia dei repubblicani.
I vandeani non opposero quasi più resistenza, solo Sombreuil ed i suoi uomini tentarono un'ultima resistenza ma fu abbastanza debole. La mattina del 21 luglio, Hoche e Sombreuil avviarono i negoziati per la resa dei vandeani concessa almeno apparentemente dai repubblicani.

## Il massacro

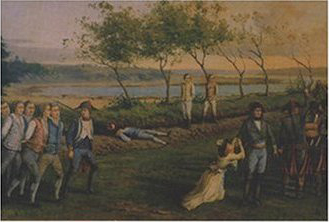
Le fucilazioni a Vannes.

Hoche non rispettò la resa e l'impegno preso con Sombreuil, 6 332 tra chouan e emigrati furono fatti prigionieri insieme con i loro familiari, considerandoli tutti prigionieri di guerra. Alcune donne e bambini vennero rilasciati poco dopo ma tutti gli altri furono condannati a morte dal commissario Jean-Lambert Tallien.
Il 27 luglio verranno fucilati Sombreuil e 750 dei suoi uomini ad Auray, poi nei giorni seguenti uccisero l'arcivescovo di Dol Urbain-René de Hercé, 11 sacerdoti e 3 nobili del luogo e continuarono le esecuzioni a Port-Louis, Vannes e Quiberon. I morti totali alla fine saranno 4 245
In memoria del massacro che pose fine alla seconda guerra di Vandea, subito dopo il 1795, i luoghi d'esecuzione degli emigrati e dei vandeani furono chiamati "Campi dei martiri" e nel 1823 nelle paludi di Kerzo, il campo dei martiri di Brech, verranno rinvenute le ossa di 206 vandeani giustiziati da Hoche, per questo motivo a seguito di una petizione, verrà fatta costruire una cappella ad Auray in memoria di quelle vittime.

## Nella letteratura
L'episodio ha ispirato Cecil Scott Forester nel suo libro Il guardiamarina Hornblower, il cui capitolo VI è dedicato ad una versione romanzata dell'episodio.

## Nella televisione
La quarta puntata della miniserie televisiva Hornblower, intitolata Rane e gamberi, è una trasposizione della vicenda raccontata da Forester nel libro sopramenzionato.